# Агроґрунтознавство
Агроґрунтозна́вство — галузь науки, що вивчає ґрунтотворні процеси, формування ґрунтового профілю, фактори ґрунтоутворення, ґрунтотворні породи, властивості ґрунтів, ґрунтові розчини і окисно-відновні процеси, родючість ґрунтів, їх генезис і класифікацію, закономірності географічного поширення ґрунтів, велико- і дрібновимірні ґрунтові обстеження, агрохімічні властивості ґрунтів, управління ґрунтотворним процесом, регулювання властивостей ґрунтів; відтворення їх родючості, ґрунтознавче забезпечення значного підвищення врожайності сільськогосподарських культур.

## Напрямки досліджень
Напрямки досліджень:
- Теоретичні проблеми ґрунтотворного процесу і формування ґрунтового профілю.
- Теоретичні проблеми генезису і закономірності; поширенняґрунтових відмін.
- Антропогенез як основний фактор змін властивостей ґрунтів.
- Ноосферогенез як основа екологічно безпечного землекористування.
- Теоретичні і прикладні проблеми велико- і дрібновимірного обстеження.
- Теоретичні й прикладні проблеми управління ґрунтотворним процесом. Культурне ґрунтоутворення.
- Теоретичні і прикладні проблеми вивчення гумусу як інтегрального показника ґрунтової родючості.
- Біохімічний механізм відтворення гумусу й саморегуляції ґрунтової родючості.
- Теоретичні та прикладні проблеми регулювання окисно-відновних процесів, кислотності, вбирної здатності ґрунтів.
- Теоретичні і прикладні проблеми регулювання агрофізичних властивостей ґрунтів.
- Теоретичні й прикладні проблеми регулювання водних властивостей ґрунтів.
- Теоретичні та прикладні проблеми відтворення родючості ґрунтів.
- Агроґрунтознавче обґрунтування землеробських законів оптимуму, мінімуму і максимуму.
- Теоретичні і прикладні проблеми деградації в богарних, зрошувальних умовах.
- Ерозія ґрунтів, причини її виникнення та розвитку.
- Агроґрунтознавче обґрунтування ґрунтозахисних систем землеробства.
- Бонітування ґрунтів і якісна оцінка земель.
- Ґрунтовий моніторинг.
- Агроґрунтознавче обґрунтування систем точного землеробства.
- Математичне моделювання в агроґрунтознавстві та агрофізиці.
- Прогнозування ґрунтових процесів і режимів, еволюції ґрунтів.
- Стандартизація та метрололія в агроґрунтознавстві й агрофізиці.